# Martin Glaser
Martin Glaser (* 16. August 1968 in Ottensheim) ist ein österreichischer Komponist, Dirigent und Musikpädagoge.

## Leben
Martin Glaser besuchte das Musikgymnasium Linz und wirkte als Flötist und Chorsänger bei mehreren Aufführungen unter Franz Welser-Möst mit.
Anschließend begann er sein Studium am Mozarteum in Salzburg bei Michael Gielen und erhielt die „Talentförderungsprämie für Komposition“ des Landes Oberösterreich. Er setzte seine Studien für Instrumentalpädagogik im Hauptfach Querflöte an der Anton Bruckner Privatuniversität in Linz fort und schloss es im Jahre 1992 mit dem Staatlichen Lehrdiplom ab.
Im Jahre 1991 begann Glaser seine Tätigkeit als Musikpädagoge im Oberösterreichischen Landesmusikschulwerk und setzte seine Studien für Musiktheorie und Komposition bei Gunter Waldek fort. Das Studium für Musiktheorie schloss er im Jahre 1994 mit dem Diplom ab, in Komposition diplomierte er im Jahre 1999 mit Auszeichnung.
Seine Orchesterkomposition „Entwicklungen op. 26“, ein Auftragswerk der Österreichischen Kammersymphoniker, wurde im Jahre 1996 im Wiener Konzerthaus uraufgeführt. Im gleichen Jahr
erhielt er ein Bayreuthstipendium des Richard-Wagner-Verbandes Linz. Glaser komponiert für alle Besetzungen von großen Chor- und Orchesterwerken bis zu Solowerken.
Seit Juni 2012 leitet Glaser das „Ensemble CHORnetto“.

## Werkverzeichnis (Auswahl)
- 1987: Divertimento, op. 3 für Mezzosopran und Orchester
- 1990: In Hora Mortis, op. 10 für Tenor, Streichquartett, Englischhorn, Pauke
- 1990: Filmmusik, op. 11 für ein Ensemble
- 1990: Meditation, op. 12 für Flötenseptett
- 1991: Verlassen, op. 13/1 für Mezzosopran, Piccolo, Flöte, Altflöte, Posaune, Violoncello, Vibraphon und Bongos
- 1992: Fußspuren im Sand, op. 16 für 6 Flöten, Englischhorn und Schlagzeug
- 1994: Durcheinander, op. 20 für Sopran, 4 Hörner und Klavier
- 1994/95: Klavierlieder, op. 22 für Alt und Klavier
- 1995: Marsch, op. 23 für Blasorchester oder Streichorchester oder Quintett
- 1995: Viadukt, op. 24 für Viola, Orgel und Blasorchester
- 1996: Entwicklungen, op. 26 für Kammerorchester
- 1997: Der Herbst, op. 27 für Sopran und Ensemble
- 1997: Der Herbst, op. 27b Bearbeitung für Sopran und Blasorchester
- 1998: Groteske, op. 30 für Sprecher und Brassquintett
- 1998: Sonata 01, op. 31 für Flöte und Klavier
- 1994 bis 1999: Missa 01, op. 33 Sopran, Sprecher, Chor und Ensemble